# Ольшина-Вильчинский, Юзеф
Юзеф Константы Ольшина-Вильчинский (27 ноября 1890, Краков — 22 сентября 1939, близ Сопоцкина, ныне Беларусь) — бригадный генерал Войска Польского.

## Биография

### Детство и юность
Родился 27 ноября 1890 г. в Кракове, в семье прораба-строителя Юзефа Николая Вильчинского и учительницы Каролины из дома Вагнер. Окончил всеобщую школу и продолжил обучение в Государственной гимназии им. св. Якова. В 1910 г. сдал экзамен на аттестат зрелости в Классической гимназии св. Анны в Кракове. Осенью того же года начал учёбу на факультете строительства Львовского политехнического института. К 1914 году успел окончить 6 семестров.
В период обучения (с октября 1912 года по сентябрь 1913), служил одновременно в австрийском 16-м пехотном полку Национальной обороны в Кракове и окончил с отличием Школу Офицеров Запаса, получив степень кадет-фельдфебеля. Также был отмечен «Памятным крестом 1912—1913».
С октября 1912 г. участвовал в Польских стрелецких дружинах. Летом 1914 окончил курс инструкторов Польских стрелецких дружин в Новом Сонче. С 1935 г. до своей смерти был председателем Харцерской комиссии.

### Служба в Польских легионах и в армии
1 августа 1914 г. мобилизован в составе стрелкового соединения, 6 августа 1914 г. оказался в составе 1-й Бригады Польских Легионов и до июля 1917 принимал участие в боях в должности командира роты, а затем батальона в 5-м пехотном полку. В октябре 1914 г. ему присвоено звание поручика, с января 1915 года — капитан. После массового отказа поляков присягать австрийскому императору был насильно, как австрийский подданный, направлен в австрийскую армию и отправлен на фронт против французов и итальянцев, затем переправлен на территорию Украины, где организовал круг Польской военной организации.

### Служба в Войске Польском
В ноябре 1918 года добился, чтобы его батальон, ранее состоявший в австрийской армии, был принят в состав Войска Польского в группу под командованием полковника Рыбинского. Участник польско-украинской и польско-советской войны — воевал на Подолье. 27 ноября 1918 года в бою под Микулинцами был тяжело ранен и попал в плен к войскам УНР, находился в плену до 9 июня 1919 года, сначала в Тернополе, а позже в Бучаче. В 1919 году повышен в звании до подполковника. 21 июня 1919 назначен командующим III-й Бригады Польских легионов. Позже он командовал 1-й Бригадой, а затем 3-й бригадой легионов. В мае 1920 г. был комендантом Киева. Затем командовал 6-й пехотной дивизией, отдельной группой в составе 3 Армии и XIV Бригадой Пехоты. С сентября 1920 по сентябрь 1921 командовал XIII Бригадой Пехоты. В 1921 году он изменил свою фамилию, прибавив к родовой фамилии Вильчинский также компонент Ольшина.
В 1921 принимал участие в поддержке 3-го восстания в Силезии. С 1922 года он служил в Штабе Округа Корпуса № V в Кракове на посту начальника сапёрно-инженерного управления. 13 июля 1923 года был переведен в Отдел V инженерно-сапёрного управления Министерства обороны в Варшаве на должность начальника 1-го Отдела, оставаясь при этом офицером 5-го сапёрного полка. 10 октября 1924 был переведён в формируемый Корпус охраны границы, и с 17 ноября назначен на должность командира 2-й Бригады Пограничной Охраны в Барановичах. С 10 октября 1925 вступил в командование 1-й Бригады Пограничной Охраны в Здолбунове.
В ноябре 1926 г. был переведён из состава сапёрно-инженерных офицеров (5-й сапёрный полк) в состав офицеров пехоты (5-й легионерский полк пехоты).
16 марта 1927 Президент Польши Игнацы Мосцицкий присвоил ему звание бригадного генерала с 1 января 1927 года.
В том же месяце был назначен командиром 10-й Дивизии Пехоты в Лодзи, которой командовал до 1935. В 1935—1937 годы он был директором Государственного центра физического воспитания и воинской подготовки. С 9 февраля 1938 года — командир Округа корпуса № 3 в Гродно.

### Смерть
В сентябре 1939 он командовал оперативной группой «Гродно». Его задачей был подготовить оборону на участке между рекой Бебжа, Сувалками и Визной. Однако из-за прорыва немцев в Малую Польшу главнокомандующий маршал Рыдз-Смиглы принял решение перекинуть войска с относительно безопасного вильненско-гродненского участка на угрожаемый львовский. Ольшина-Вильчинский первое время отказывался подчиниться приказу, практически оголявшему всю Северо-Восточную Польшу, но в итоге был вынужден его выполнить. Большая часть его войск была направлена во Львов. 14 сентября штаб оперативной группы был расформирован. Сам генерал вечером того же дня направился в Пинск, надеясь встретиться там с генералом Клеебергом, командующим оперативной группой «Полесье», и договориться о сотрудничестве. Возвращаясь в Гродно в автомобиле 17 сентября, в первый день советского вторжения, он под селом Гнойно (Слонимский повет) столкнулся с отрядом коммунистических повстанцев-белорусов, и только решимость генерала позволила ему прорваться дальше. 15-й советский бронетанковый корпус в это время стремительно продвигался на Гродно, почти не встречая сопротивления, так как основные армейские части в это время сражались против немцев. Ольшина-Вильчинский вместе с президентом г. Гродно Романом Савицким приступили к организации обороны города, опираясь в основном на маршевые батальоны, добровольцев, харцеров (бойскаутов) и полицию. Оборона Гродно продолжалась 20-22 сентября; 22 сентября Красная Армия взяла город и учинила массовую расправу над защитниками, расстреляв 300 человек, включая школьников. Генерал Ольшина-Вильчинский со своим штабом в это время находился в Сопоцкине под Гродно. Не видя шансов на дальнейшее сопротивление, 22 сентября оставшиеся польские войска отошли к литовской границе. Сам Ольшина-Вильчинский вопреки уговорам жены до последнего оттягивал свой отъезд и выехал только перед рассветом 22 сентября, когда Сопоцкин покинули все польские части. На выезде автомобиль, в котором был сам генерал, его жена Альфреда, его адъютант — капитан артиллерии Мечислав Стржемский и еще один спутник, был перехвачен танками моторизованного отряда майора Чувакина. Пассажиров автомобиля задержали, отобрали у них личные вещи и разделили: жену генерала закрыли в сарае, а генерала Ольшину-Вильчинского и капитана Стржемского отвели и убили выстрелами в голову, после чего советские танкисты уехали. Окровавленную фуражку генерала советские солдаты демонстрировали как свой трофей. Могила генерала Вильчинского находится в городе Сопоцкине, приход Теолин, около Гродно, а символическое захоронение — на кладбище Спасителя в Кракове.
22 сентября 1991 года, в 52-ю годовщину смерти Ольшины-Вильчинского, в церкви Благовещения Пресвятой Девы Марии в Кракове была установлена мемориальная доска в честь генерала, выполненная из чёрного мрамора. В честь генерала названы улицы в Кракове и Сопоцкине.

## Семья
Был сыном Николая Вильчинского, каменщика, и Каролины из семейства Вагнер.
Дважды женат: первая жена — Юзефа, с которой развелся в 1936 г., имел двух детей: сына Веслава (род. 1911) и дочь Галину (род. 1913). Второй женой генерала была с 1937 Альфреда из семейства Шварц (род Станишевских).

## Карьера
- лейтенант — 1914
- капитан — 1915
- подполковник — 21 июня 1919
- полковник — звание повышено задним числом с 1 июня 1919
- генерал бригады — 16 марта 1927

## Ордена и награды
- Крест Серебряный Ордена «Virtuti Militari» (1921)
- Крест командорский Ордена Возрождения Польши (1928)
- Крест Независимости (1931)
- Крест Храбрых — четыре раза
- Золотой Крест
- Медаль Памятная за Войну 1918—1921
- Медаль «10-летие обретения независимости»
- Знак офицерский «Зонтик»
- Золотой Знак Отличия Лиги противовоздушной обороны и химической защиты 1-й степени
- Крест за воинские заслуги III класса (Австро-Венгрия)
- Кавалер Ордена Почетного Легиона (Франция)
- Орден «Лачплесис» III класса № 1907 (Латвия)
- Медаль Победы (союзническая)